# Cautleya
Genre
Classification APG III (2009)
Cautleya est un genre de plantes à fleurs de la famille des Zingiberaceae originaire des régions est de l'Himalaya.

## Liste d'espèces
Selon World Checklist of Selected Plant Families (WCSP) (16 juil. 2010)
- Cautleya cathcartii Baker (1890)
- Cautleya gracilis (Sm.) Dandy (1932)
  - Cautleya gracilis var. gracilis
  - Cautleya gracilis var. robusta (K.Schum.) Sanjappa, (1989)
- Cautleya petiolata Baker (1890)
- Cautleya spicata (Sm.) Baker (1890)

Selon NCBI (16 juil. 2010)
- Cautleya gracilis
- Cautleya spicata

## Espèces aux noms obsolètes et leurs taxons de référence
Selon World Checklist of Selected Plant Families (WCSP) (20 oct. 2011) :
- Cautleya cathcartii Baker, (1890) = Cautleya gracilis var. robusta (K.Schum.) Sanjappa, (1989)
- Cautleya gracilis var. gracilior (K.Schum.) Sanjappa, (1989) = Cautleya gracilis var. gracilis
- Cautleya lutea (Royle) Hook.f., (1888) = Cautleya gracilis var. gracilis
- Cautleya lutea var. gracilior K.Schum., (1904) = Cautleya gracilis var. gracilis
- Cautleya lutea var. robusta K.Schum., (1904) = Cautleya gracilis var. robusta (K.Schum.) Sanjappa, (1989)
- Cautleya petiolata Baker, (1890) = Cautleya spicata (Sm.) Baker (1890)
- Cautleya robusta Baker, (1890) = Cautleya spicata (Sm.) Baker (1890)